# Vernon Hamilton
Vernon Wesley Hamilton (Richmond, 28 dicembre 1984) è un ex cestista e allenatore di pallacanestro statunitense.

## Palmarès
- Campione NBDL (2009)